# Frithjof Fratzer
Frithjof Fratzer (* 28. August 1934 in Nastätten, Taunus; † 14. Juni 2010 in Boppard) war ein deutscher Regierungsdirektor a. D., Jurist und Autor, der vor allem Lyrik und Erzählbände veröffentlichte.

## Leben und Werk
Frithjof Fratzer wurde 1934 in Nastätten geboren. Nach seinem Studium der Rechts- und Wirtschaftswissenschaften in Mainz und Freiburg im Breisgau machte er Karriere als Jurist und Verwaltungsbeamter des Landes Rheinland-Pfalz.
1979 erschien sein erster Lyrik-Band mit dem Titel Unter der alten Eibe. 2001 wurde der Roman Eine Schlinge blieb leer veröffentlicht. 2004 folgte der Erzählband Der Lästerbaum im Pandion-Verlag. Fratzer las regelmäßig im Rahmen von Kulturveranstaltungen aus seinen Werken und hatte zahlreiche Veröffentlichungen (vor allem von Gedichten) in Tages- und Fachpresse.
Frithjof Fratzer verstarb am 14. Juni 2010 im Alter von 75 Jahren in Boppard.

## Bücher
- Unter der alten Eibe. Gedichte, Köln 1979.
- Parenthesen. Epigramme, Gedichte, Kurzprosa, Köln 1979.
- Eine Schlinge blieb leer. Romanzyklus, Fölbach-Verlag, Koblenz 2001.
- Der Lästerbaum. Erzählband, Pandion-Verlag, Simmern 2004.